# 馬孔德人
馬孔德人，是居住於坦桑尼亞東南部、莫桑比克北部和肯尼亞的一個族群。馬孔德人在莫桑比克的穆埃達高原上發展了他們的文化。目前他們生活在坦桑尼亞和莫桑比克各地，在肯尼亞也有少量族群存在。 
根據2001年的統計資料，居住於坦桑尼亞的馬孔德人人口估計為1,140,000人，莫桑比克在1997年的人口普查顯示該國的馬孔德人人口為233,358人，估計總數為1,373,358人。該族群大致以鲁伏马河為界；在坦桑尼亞的成員被稱為Makonde，在莫桑比克的成員被稱為Maconde。隨著時間的推移，儘管有著共同的起源和文化，但這兩個群體則發展了不同的語言。

## 歷史

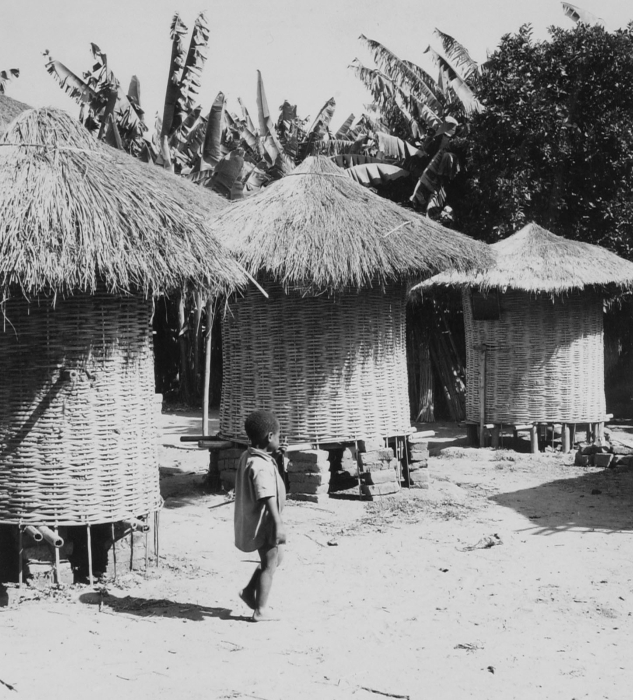
馬孔德村莊

在近代中，馬孔德人曾成功地抵抗了非洲、阿拉伯和歐洲奴隸貿易的掠奪。他們直到1920年代才落入殖民統治之下。在1960年代，穆埃達高原的馬孔德人發動莫桑比克独立战争，將葡萄牙人軍隊驅趕國土。有一段時間，解放陣線的革命運動曾出售馬孔德人的雕刻品中獲得部分財政支持，因此莫桑比克的馬孔德人為革命運動的中堅力量。由於在抵抗葡萄牙殖民統治中的作用，在莫桑比克獨立後，馬孔德人仍然是該國政治中有影響力的團體。
馬孔德人會說馬孔德語，也稱奇馬孔德語，這是一種與瑤語關係密切的班图语支。該族人士多數也會講其他語言，例如坦桑尼亞英語、莫桑比克葡萄牙語以及斯瓦希里語和馬庫阿語。馬孔德人傳統上是一個母系社會，孩子和遺產屬於婦女，丈夫則會搬到妻子的村莊居住。他們的傳統宗教是一種萬物有靈論的祖先崇拜形式，在當代仍在繼續，儘管坦桑尼亞的馬孔德人名義上為穆斯林，而在莫桑比克的族群多數則是是天主教徒或穆斯林。
馬孔德人以其主要由非洲黑木製成的木雕和成年禮儀式而聞名。

### 肯尼亞公民身份
一些來自莫桑比克的馬孔德人在1950年代搬到了肯尼亞。在21世紀初，當地人士們開始努力獲得肯尼亞的身份證，以允許馬孔德人作為肯尼亞公民的權利和特權。
2016年，約300名馬孔德人從夸莱跋涉到奈洛比。該小組由包容活動家戴安娜吉琴戈（Diana Gichengo）以及並由其他支持人權的利益相關者領導，他們前往內羅畢的州議會大廈，說服總統推動承認他們為肯尼亞公民。總統對他們的到訪表示歡迎。
在2016年10月13日後，總統命令相關部委在2016年12月之前向所有的肯尼亞馬孔德人提供身份證。

## 藝術

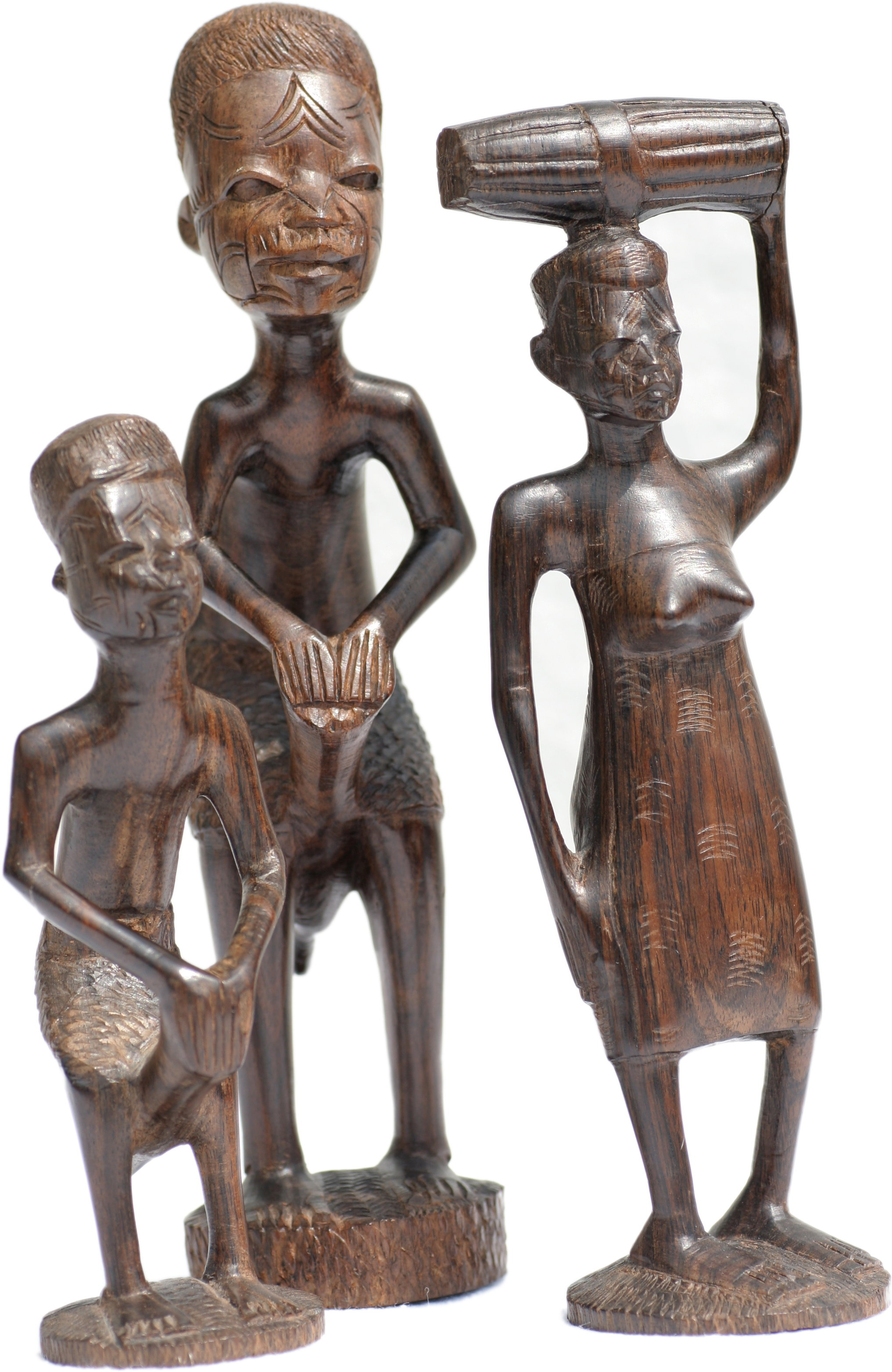
馬孔德木雕

馬孔德人傳統上以雕刻木製家居用品、雕像和儀式使用。1930年代後，馬孔德藝術成為非洲當代藝術的重要組成部分。最受國際認可的藝術家包括喬治·利蘭加。

## 外部連結
- Art Gallery （页面存档备份，存于）
- Ntaluma's homepage （页面存档备份，存于）
- Blog on Makonde culture （页面存档备份，存于）